# ورزشگاه ملی پی‌ان‌اف
ورزشگاه ملی پی‌ان‌اف (ایتالیایی: Stadio Nazionale PNF) یک ورزشگاه فوتبال در رم، ایتالیا است.
این ورزشگاه که در سال ۱۹۱۱ تأسیس و در سال ۱۹۵۷ تخریب شده میزبان فینال جام جهانی فوتبال ۱۹۳۴ بوده است. مسابقات باشگاه فوتبال لاتزیو از سال ۱۹۳۱ تا ۱۹۵۳ و باشگاه فوتبال آ. اس. رم از سال ۱۹۴۰ تا ۱۹۵۳ در این ورزشگاه برگزار شده است.